# Evangelický hřbitov v Neborech
Evangelický hřbitov v Neborech se nachází ve městě Třinec, v části Nebory, a to na jejím okraji, nedaleko hranic s obcí Ropice. Má rozlohu 5294 m² (bez pozemku se zvonicí).

## Historie
Evangelický (luterský) hřbitov v Neborech byl založen asi roku 1859. Nachází se na něm zděná hřbitovní zvonice, která byla vystavěna v 19. století a v meziválečné době prošla přestavbou. Roku 1934 byl na hřbitově vztyčen pomník vojákům, padlým v první světové válce (v říjnu 2012 byl odborně zrenovován). Roku 1975 byl hřbitov rozšířen jihozápadním směrem. Hřbitov je ve vlastnictví sboru SCEAV v Neborech, jeho provozovatelem je město Třinec.
K významným osobnostem pohřbeným na hřbitově patří polský diplomat Karol Pawlica (1884–1970).

## Galerie

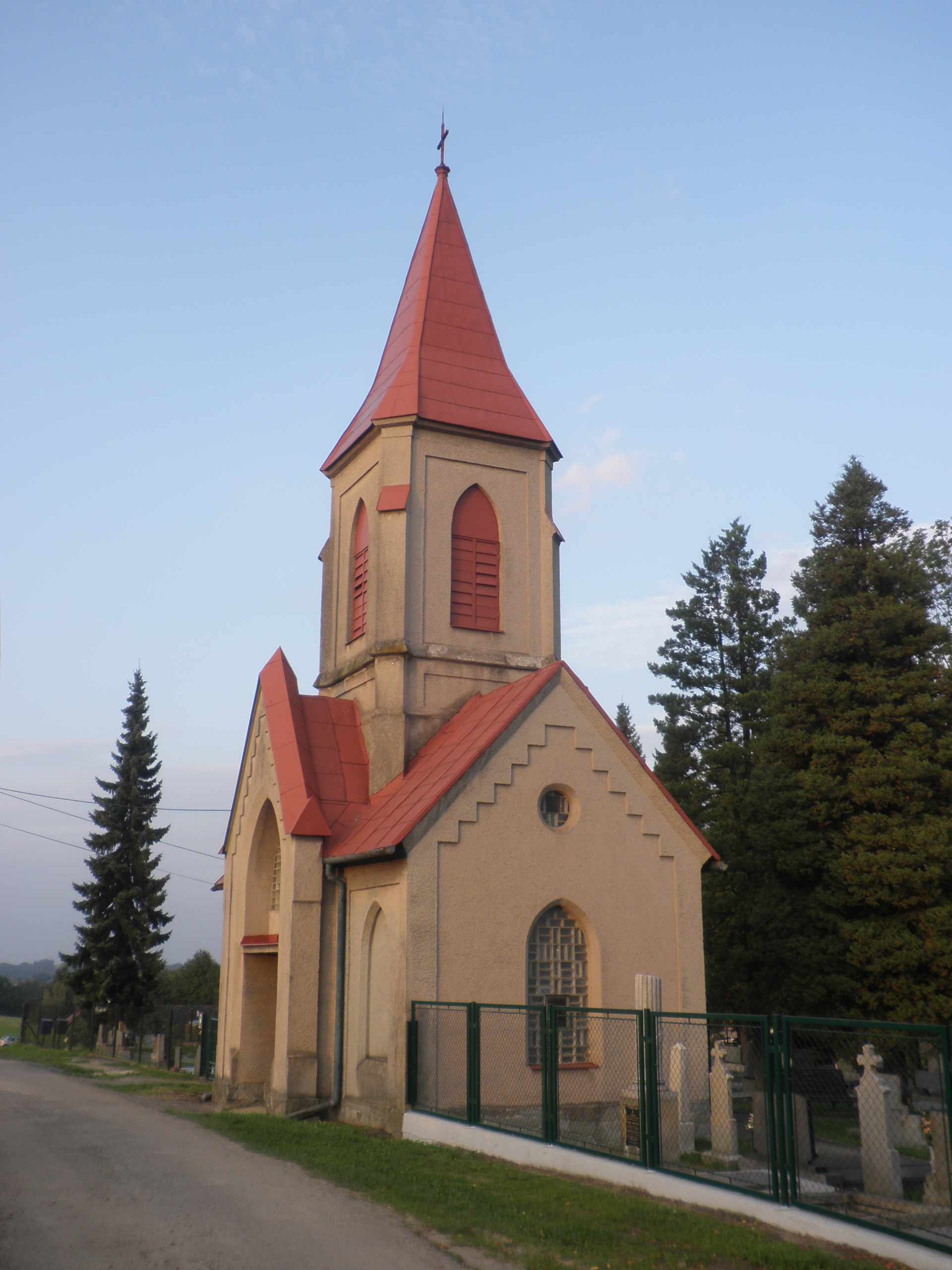
Hřbitovní znovice
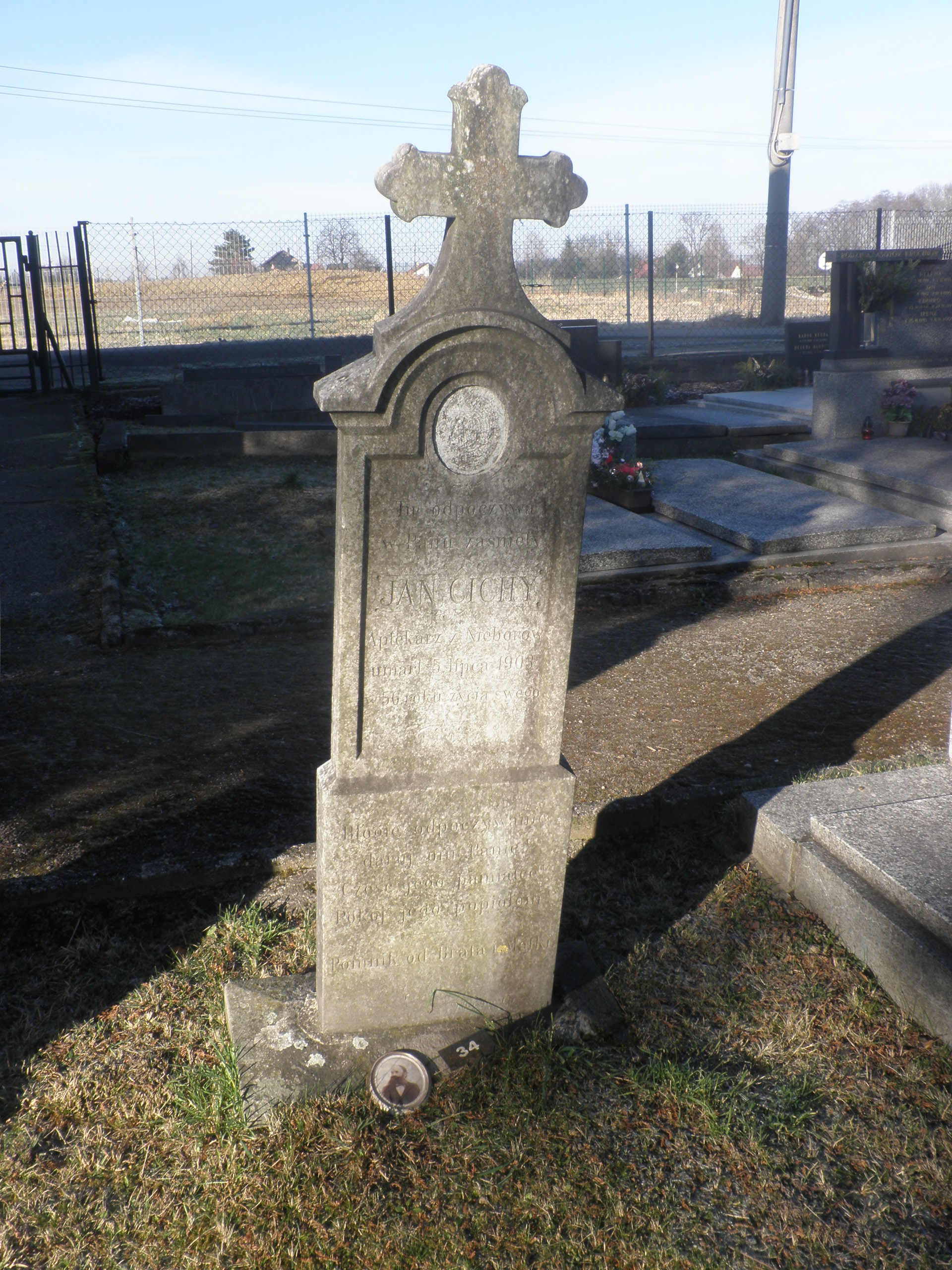
Náhrobek lékárníka Cichého z počátku 20. století
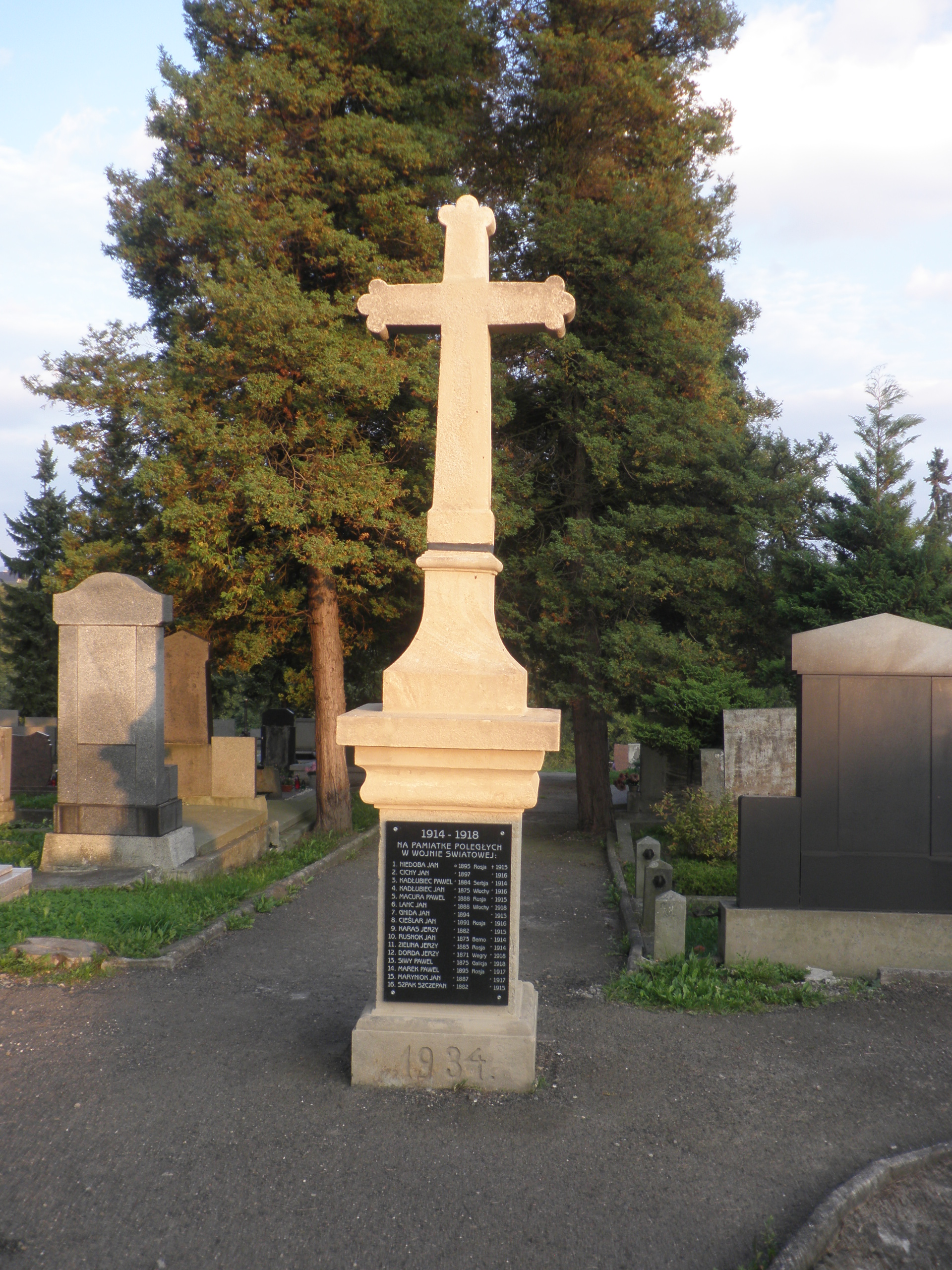
Pomník padlých v první světové válce z roku 1934
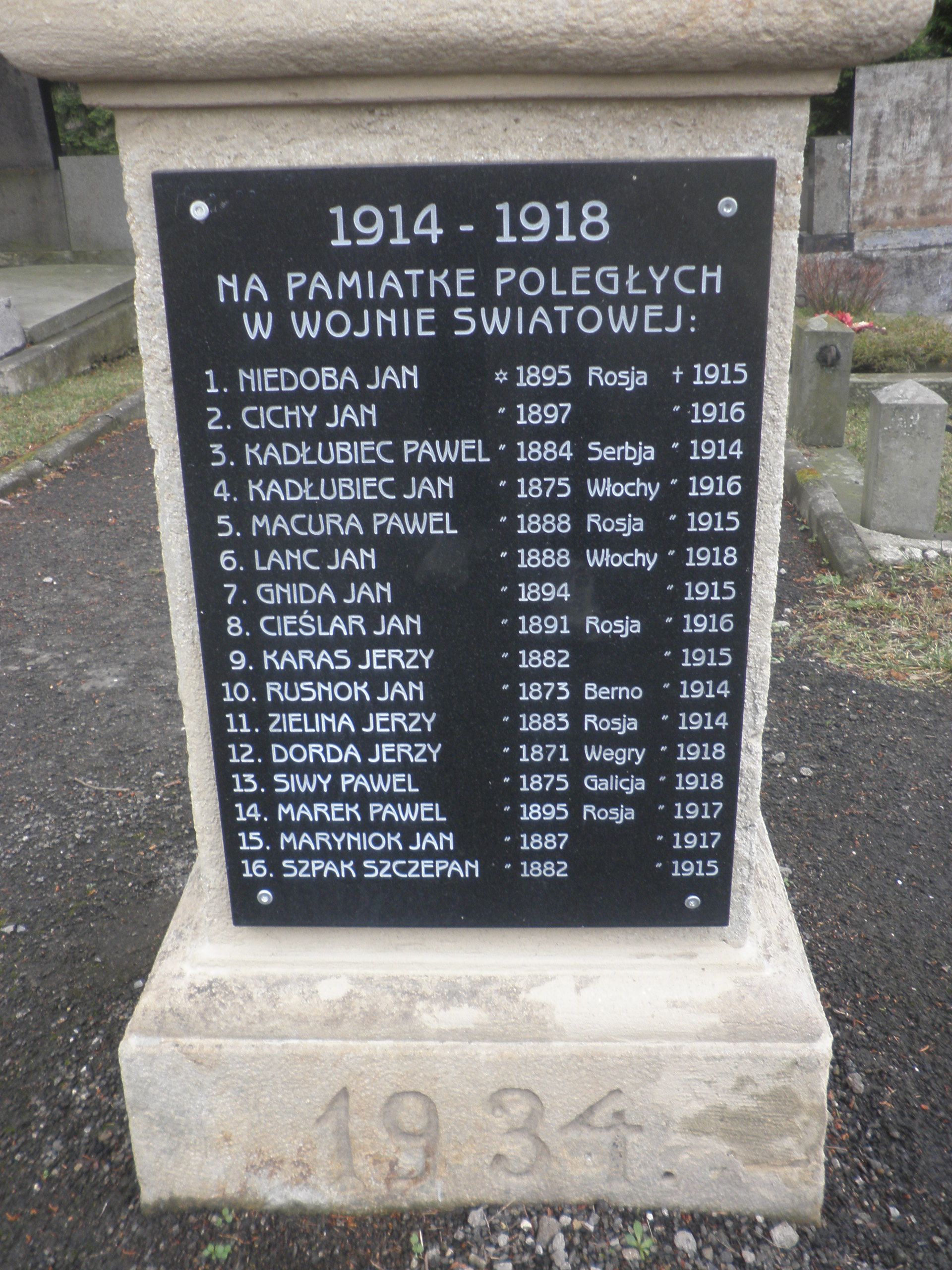
Seznam padlých v první světové válce na pomníku z roku 1934
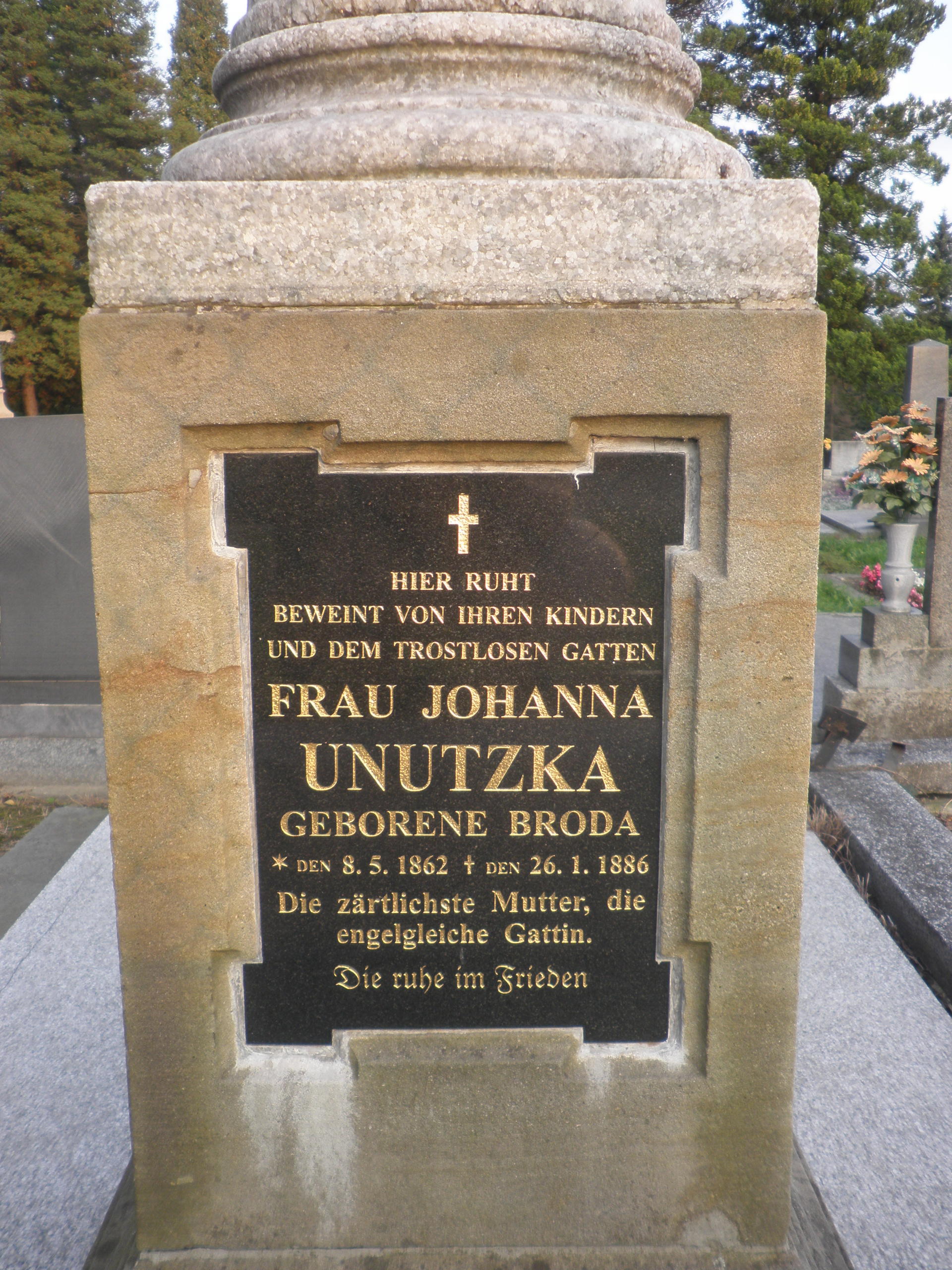
Náhrobek z 19. století s německým nápisem (detail)
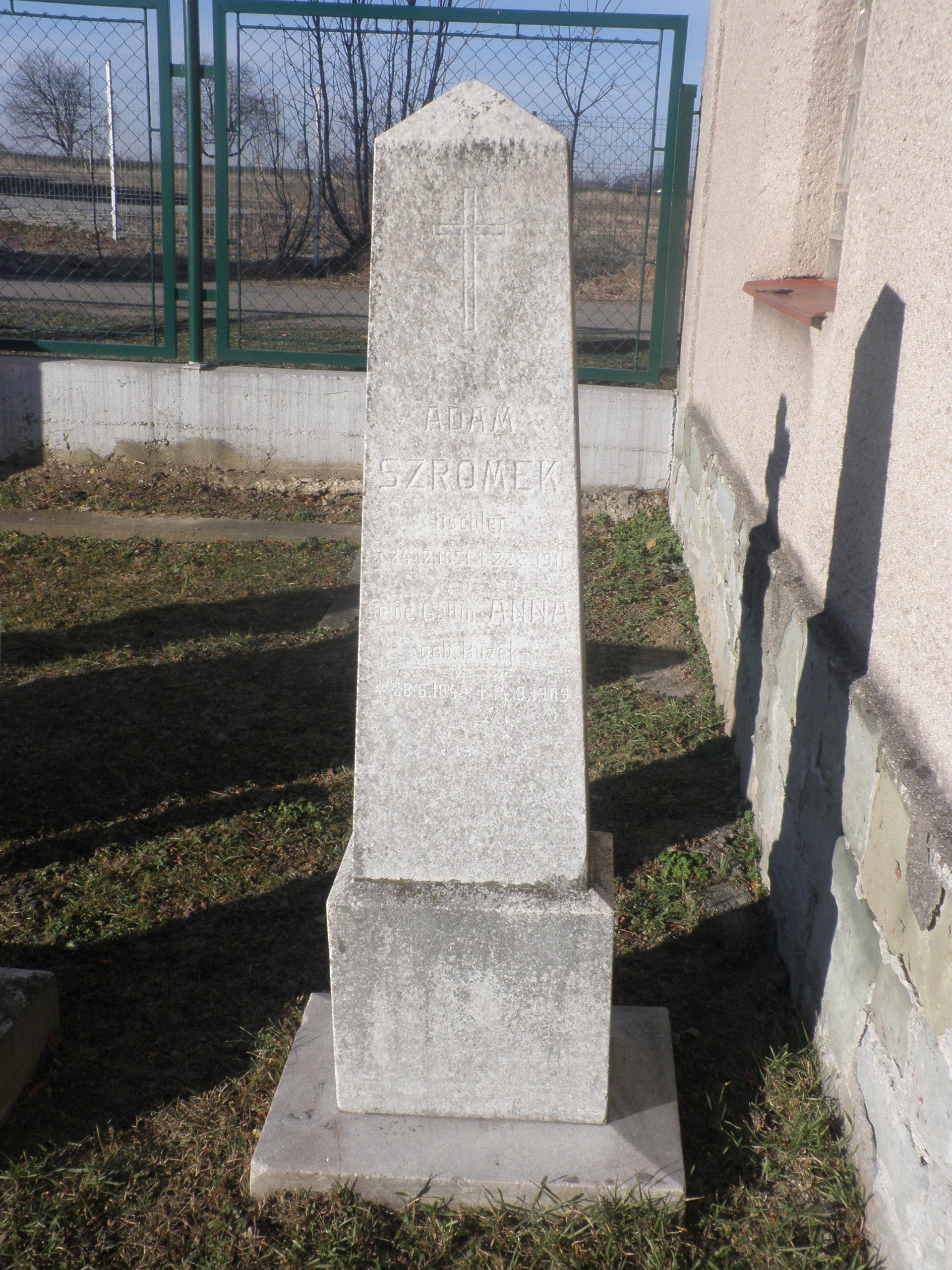
Náhrobek z počátku 20. století s německým nápisem